# Дрожалкин, Сергей Васильевич
Сергей Васильевич Дрожалкин (12 января 1967, Качканар, Свердловская область) — советский и российский футболист, выступавший на позиции полузащитник, тренер.
Воспитанник ДЮСШ «Горняк» (Качканар). На взрослом уровне несколько сезонов выступал за родную команду в соревнованиях коллективов физкультуры, а также провёл один сезон (1997) в профессиональной третьей лиге. С 1990 года в течение 13-ти сезонов с перерывом выступал за клуб «Уралец НТ», сыграл за него 321 матч и забил 13 голов во втором и третьем профессиональных дивизионах СССР и России. Является одним из лидеров «Уральца» по числу проведённых матчей за всю историю.
Имеет высшее физкультурное образование. С начала 2010-х годов работал тренером в Нижнем Тагиле, в структуре клуба «Уралец НТ» и в ДЮСШ «Высокогорец». По состоянию на 2017 год — главный тренер клуба «Уралец НТ».

## Личная жизнь
Сын Денис — футболист, защитник, игрок «Урала-2».